# ディセンバー・メモリー
「ディセンバー・メモリー」（DECEMBER MEMORY）は、1984年11月5日にビクター音楽産業より発売された荻野目洋子の3枚目のシングル。

## 概要
A面・B面共に、作詞を三浦徳子、作曲を井上大輔がそれぞれ手掛けている。表題曲「ディセンバー・メモリー」は花王「ビオレU」CFイメージソングとして使用された。 
オリコンでは最高39位を記録した。
この時期から「荻野目ちゃん」という愛称で呼ばれるようになった。片岡鶴太郎がテレビ番組の中で呼んだのが最初だったと荻野目自身がコメントしている（25周年BOXブックレットにて）。

## 収録曲
- 両楽曲共に、作詞：三浦徳子／作曲：井上大輔

1. ディセンバー・メモリー（4分17秒）
編曲：船山基紀
2. 雨とジャスミン（3分41秒）
編曲：萩田光雄